# Deram Records
Deram Records est une filiale du label discographique britannique Decca Records, basé à Londres. Deram est actif jusqu'en 1979, date à laquelle il continue comme label de réédition.

## Histoire

### 1966—1968
Dans les années 1960, les ingénieurs du son de Decca ont expérimenté des moyens d'améliorer les enregistrements stéréo. Ils ont créé une technique qu'ils ont appelée Decca Panoramic Sound. Le terme Deramic est créé comme abréviation de cette technique. Le nouveau concept « permettait d'avoir plus d'espace entre les instruments, ce qui rendait ces sons plus doux à l'oreille ». Les premiers enregistrements stéréo de musique populaire étaient généralement mixés avec des sons à gauche, au centre ou à droite. Cela s'explique par les limites techniques de l'enregistrement multi-piste professionnel 4 pistes, considérées comme étant à la pointe de la technologie jusqu'en 1967.
Pour lancer le concept du Deramic Sound, Deram publie une série de six easy listening albums pop orchestraux en octobre 1967.  Les albums comportaient tous le mot Night dans leur titre, c'est-à-dire Strings in the Night (cordes dans la nuit), Brass in the Night (cuivres dans la nuit), etc.  Parmi les artistes de cette série figurent Gordon Franks, Peter Knight et Tony Osborne. Le label est rapidement réinventé en tant que rival des premières maisons de disques « indie » pré-punk comme Island Records et se transforme en un repère pour les artistes « progressif » ou « psychédéliques ». Parmi les premiers enregistrements de cette série figure l'album sorti en novembre 1967 Days of Future Passed des Moody Blues, tandis que Crocheted Doughnut Ring et Beverley Martyn sont également signés par le label à cette époque.
Des enregistreurs professionnels à huit pistes ont fait leur apparition dans de nombreux studios britanniques, à commencer par les studios Advision et les studios Trident, au début de l'année 1968. Les machines à huit pistes étaient beaucoup plus flexibles que les enregistreurs à quatre pistes. En 1969, Decca obtient son propre enregistreur huit pistes. Comme les ingénieurs de Decca ne disposaient plus de plus de pistes que les autres grands studios, le concept du Deramic Sound devient rapidement obsolète et est abandonné.

### 1969—1982
La liste inclut ensuite du jazz et du folk britanniques. Certains des musiciens de jazz les plus progressifs de la fin des années 1960 sont publiés sous la marque Deram, notamment Mike Gibbs, John Surman, et Mike Westbrook. Les albums Deram portaient le préfixe DML pour les sorties mono et le préfixe SML pour les sorties stéréo. Comme pour les autres labels britanniques de Decca, la contrepartie américaine de Deram était distribuée sous London Records. Decca l'a positionné contre Island Records, Harvest Records (lancé par EMI), et Vertigo Records (lancé par Philips Records), mais il n'a pas réussi à rivaliser. Une série progressive « bonus » avec des préfixes SDL n'améliore pas la situation.
Dès le début, Decca place des disques pop à côté d'artistes progressifs sur Deram. Cat Stevens y connait un succès précoce avant de passer à Island Records, et le premier album de David Bowie apparait sur le label. Trois des premiers succès de Deram, A Whiter Shade of Pale de Procol Harum et Night of Fear et I Can Hear the Grass Grow de Move, sont produits en dehors de la société par des artistes qui n'étaient pas directement signés par Deram. Ils faisaient partie d'un accord avec Straight Ahead Productions, qui a plus tard transféré leurs numéros à EMI et les a fait sortir sur l'emprunte Regal Zonophone réintroduit.

## Groupes et artistes
- David Bowie (1967)
- Camel
- Caravan
- Cat Stevens
- Chicken Shack
- Shirley Collins
- Curved Air
- East of Eden
- Egg
- Frijid Pink
- Justin Hayward
- Keef Hartley Band
- John Mayall & Bluesbreakers
- Timebox
- The Moody Blues
- Procol Harum
- Ten Years After
- Alvin Lee and Company
- Mellow Candle
- The Moody Blues
- The Move
- Procol Harum
- Les Reed
- George « Harmonica » Smith
- Whistling Jack Smith